# Vellisca (kommunhuvudort)
Vellisca är en kommunhuvudort i Spanien.   Den ligger i provinsen Provincia de Cuenca och regionen Kastilien-La Mancha, i den centrala delen av landet, 80 km öster om huvudstaden Madrid. Vellisca ligger 943 meter över havet och antalet invånare är 163.
Terrängen runt Vellisca är kuperad åt nordväst, men åt sydost är den platt. Runt Vellisca är det mycket glesbefolkat, med 4 invånare per kvadratkilometer. Närmaste större samhälle är Barajas de Melo, 8,7 km väster om Vellisca. Trakten runt Vellisca består till största delen av jordbruksmark.